# Dalla terra
Dalla terra — пятьдесят седьмой студийный альбом итальянской певицы Мины, выпущенный 6 октября 2000 года.
В 2018 году журнал Rolling Stone поместил его на 3-е место в списке самых недооценённых альбомов Мины.

## Список композиций
| №                   | Название                   | Музыка              | Длительность |
| ------------------- | -------------------------- | ------------------- | ------------ |
| 1.                  | «Magnificat»               |                     | 4:34         |
| 2.                  | «Voi ch’amate lo Criatore» |                     | 3:40         |
| 3.                  | «Memorare»                 | Джанни Феррио       | 4:32         |
| 4.                  | «Quando corpus morietur»   |                     | 3:31         |
| 5.                  | «Omni die»                 |                     | 3:02         |
| 6.                  | «Quanno nascette Ninno»    |                     | 4:33         |
| 7.                  | «Nada te turbe»            |                     | 4:50         |
| 8.                  | «Veni Creator Spiritus»    |                     | 3:12         |
| 9.                  | «Pianto della Madonna»     |                     | 1:46         |
| 10.                 | «Dulcis Christe»           |                     | 3:00         |
| 11.                 | «Qui presso a te»          |                     | 4:54         |
| 12.                 | «Ave Maria»                |                     | 9:40         |
| Общая длительность: | Общая длительность:        | Общая длительность: | 51:11        |

## Чарты
| Чарт (2000)               | Высшая позиция |
| ------------------------- | -------------- |
| Европа (Music & Media)    | 33             |
| Италия (Classifica album) | 3              |